# Kozmice (district de Benešov)
Pour les articles homonymes, voir Kozmice.
Kozmice (en allemand : Kosmitz) est une commune du district de Benešov, dans la région de Bohême-Centrale, en République tchèque. Sa population s'élevait à 325 habitants en 2020.

## Géographie
Kozmice se trouve à 10 km au nord-est de Benešov et à 38 km au sud-est de Prague.
La commune est limitée par Vranov au nord-ouest, par Ostředek au nord-est, par Čakov à l'est, par Teplýšovice au sud, et par Petroupim à l'ouest.

## Histoire
La première mention écrite de la localité date de 1352.

## Administration
La commune se compose de trois quartiers ;
- Kozmice
- Kácova Lhota
- Rousínov